# Душан Метлић
Душан Метлић (Каменице, код Јајца 1912 – Купрес, 11. август 1942), учесник Народноослободилачке борбе и народни херој Југославије.

## Биографија
Родио се у сиромашној сељачкој породици. Основну школу завршио је у Јајцу, а након школе запослио се као путар. Након пропасти државе у Априлском рату самоиницијативно је скривао и прикупљао оружје за организовање устанка. Пред налетом усташа са супругом и дететом побегао је у Јањ где је већ у току била припрема за подизање устанка. У ширем рејону Јајца придружио се устанцима и у августу 1941. године организовао нападе на домобранске станице у селу Ћусине и железничку станицу у Бравницама. У нападу на Ћусине заплењено је 8 пушака и муниција чиме је опремљена група бораца. Предводио је акцију у којој је ослобођено Шипово 1. августа 1941. године.
Предводио је напад на Језеро 28. августа где је заплењена већа количина оружја и топ, а затим учествовао у ослобађању Мркоњић Града. Зауставио је продор бројчано и технички надмоћнијег непријатеља 21. септембра на Грбавичком пољу и одбацио их је у Јајце. Две недеље касније у једној акцији спасао је Симу Шолају кога су усташе заробиле. За исказане заслуге у борбама изабран је за команданта батаљона „Васа Пелагић”.
Учествовао је у још једном ослобађању Мркоњић Града ноћу између 24/25. фебруара када је ушао у град и помогао извлачење Шолајиних бораца. Његов батаљон са 120 бораца ушао је у састав Ударног батаљона и са њим је учествовао у борбама против четника на Мањачи. У јуну се у саставу Прве крајишке бригаде истакао у бици на Козари. Партизани су ноћу између 11/12. августа 1942. године напали усташе у Купресу. У том јуришу погинули су команданти Душан Метлић и Симо Шолаја.
Указом Президијума Народне скупштине ФНР Југославије, 20. децембра 1951. године, проглашен је за народног хероја.